# Grünmalz

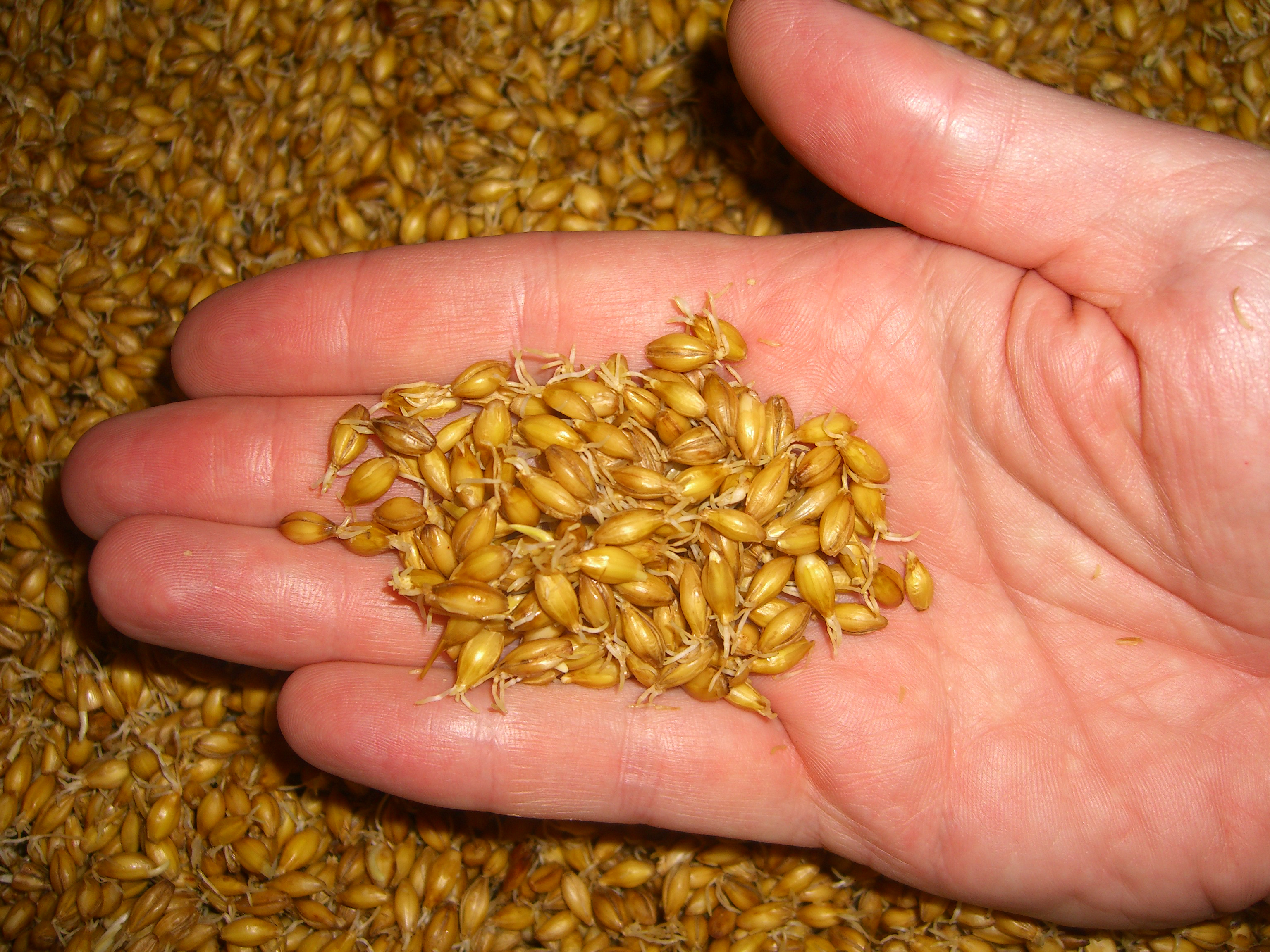
Grünmalz aus Gerste

Grünmalz ist beim Mälzen die Bezeichnung für gekeimte Getreidekörner (meist Gerste), die eine Zwischenstufe bei der Malzherstellung darstellen.
Nach der Benetzung des Getreides mit Wasser in der Weiche der Mälzerei entsteht das Grünmalz durch Quellung und Keimung des Braugetreides im Keimkasten oder früher auch auf der Tenne. Durch anschließendes Trocknen in der Darre wird das Braumalz (Darrmalz) gewonnen.